# 弗雷德里克·戴留斯

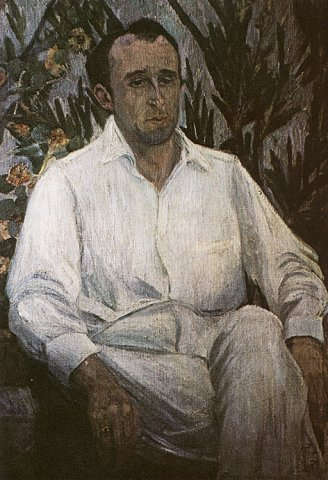
戴留斯的肖像画，由艾达·格哈迪绘于1903年

弗雷德里克·阿尔伯特·西奥多·戴留斯，CH（英語：Frederick Albert Theodore Delius，1862年1月29日—1934年6月10日），又译“大流士”，原名弗里茨·阿尔伯特·西奥多·戴留斯（英語：Fritz Albert Theodor Delius），德裔英国作曲家。

## 生平
戴留斯的父亲是来自德国比勒费尔德的羊毛商人，戴留斯少年时从父经商，曾到德国和美国工作，后决定从事音乐事业。1886年入莱比锡音乐学院，并结识格里格。次年到巴黎居住并与拉威尔等人交往。1897年结婚后，定居在枫丹白露附近的格雷兹絮洛安，专心从事创作。1918-1922年曾短暂返回英国，后由于健康原因返回法国。晚年由于梅毒后遗症而瘫痪并双目失明，靠助手芬比帮助完成了最后一批作品。芬比也因为这个无私奉献的事迹而名垂青史，他本人曾写过一本书专门讲述他做戴留斯助手的经历。1934年逝世于格雷兹絮洛安。

## 音乐
戴留斯对自然景物极为敏锐，善于描写大海，春天和田园风光。作品常用缓慢速度，形式不拘一格，和声清澈优美，配器富于特色，情调近似印象主义，但音乐语言较为保守，因受格里格影响而多有浪漫主义与民族乐派的因素。戴留斯的音乐最初在欧洲大陆非常流行，但在英国的声誉很晚才得以建立。著名指挥家比彻姆一直致力于推广戴留斯的作品。

### 著名作品
- 歌剧《乡村的罗密欧与朱丽叶（英语：A Village Romeo and Juliet）》（其中的间奏曲《走向天堂乐园》尤为著名）
- 管弦乐《布里格集市：英国狂想曲（英语：Brigg Fair）》（根据珀西·格兰杰所收集的一首民歌而作）
- 为小乐队而作的两部小品：《孟春初闻杜鹃啼（英语：On Hearing the First Cuckoo in Spring）》《河上夏夜》